# Михаил Кабалларий
Михаил Кабалларий (греч. Μιχαήλ Καβαλλάριος) — византийский военачальник конца XIII века.
Около 1277 года Кабалларий занимал должность великого коноставла (начальника латинских наемников). Вместе с великим стратопедархом Иоанном Синадином он возглавил византийскую армию против правителя Фессалии Иоанна I Дуки, но потерпел поражение в битве при Фарсале и вскоре скончался от ран.